# Huntingdon and Peterborough
Huntingdon and Peterborough var en grevskap 1965–1974 när det uppgick i Cambridgeshire, i England. Grevskap hade 202 622 invånare år 1971. Huntingdon var det administrativa centrumet.

## Distrikt
- Barnack
- Huntingdon
- Huntingdon and Godmanchester
- Norman Cross
- Old Fletton
- Peterborough
- Peterborough
- Ramsey
- St Ives
- St Ives
- St Neots
- St Neots
- Thorney[2]